# Norddrebber
Norddrebber è una frazione (Ortsteil) del comune di Gilten, nel land della Bassa Sassonia, in Germania.

## Storia
Già comune autonomo nel circondario di Fallingbostel, fu soppresso e incorporato a Gilten il 1º marzo 1974.